# TNFRSF14
TNFRSF14 (англ. tumor necrosis factor receptor superfamily, member 14) — мембранный белок, рецептор из надсемейства рецепторов факторов некроза опухоли. Продукт гена человека TNFRSF14. Также называется «медиатор проникновения вируса герпеса» (англ. herpesvirus entry mediator, HVEM), т.к. через него происходит проникновение в клетку вирусов простого герпеса 1-го и 2-го типов.

## Функции
TNFRSF14 входит в многочисленное надсемейство рецепторов факторов некроза опухоли (TNFR). Является рецептором для BTLA, TNFSF14 (LIGHT) и тримерного TNFSF1 (лимфотоксина-альфа). Участвует в активации лимфоцитов. 
Играет важную роль в патогенезе HSV, т. к. служит молекулой, которую вирусы простого герпеса 1-го и 2-го типов используют для входа в T-лимфоциты. В процессе проникновения вируса вирусный гликопротеин D (gD) связывается с TNFRSF14, что сближает вирусную оболочку с клеточной мембраной, необходимый этап для последующего слияния мембран и проникновения вируса в клетку.

## Структура
Белок состоит из 283 аминокислот (после созревания и отщепления сигнального пептида — 245), молекулярная масса — 30,4 кДа. N-концевой внеклеточный домен содержит 3 характеристических повтора TNFR-Cys и 8 внутримолекулярных дисульфидных связей.

## Взаимодействия
Связывается с цитозольными адаптерными белками TRAF2, TRAF3, TRAF5 и с лигандом TNFSF14

## Тканевая специфичность
Экспрессирован в большинстве тканей, наивысший уровень наблюдается в лёгких, селезёнке и вилочковой железе.